# Ricaldone
Ricaldone (piemontiul: Ricaldòn) település Olaszországban, Piemont régióban, Alessandria megyében. Lakosainak száma 612 fő (2023. január 1.). Ricaldone Alice Bel Colle, Cassine, Mombaruzzo, Strevi, Acqui Terme, Maranzana és Quaranti községekkel határos.

## Népesség
A település lakossága az elmúlt években az alábbi módon változott:
| Lakosok száma | 685  | 657  | 612  |
|               | 2017 | 2018 | 2023 |